# KN-3
KN-3 (VM-16) är en sovjetisk kärnreaktortyp för fartygsbruk utvecklad av OKBM Afrikantov. Reaktorn tillhör den tredje sovjetiska generationen av kärnreaktorer för fartygsbruk. Det är en tryckvattenreaktor (PWR) som drivs med höganrikat uran-235 bränsle för att producera 300 MW termisk effekt.
Reaktorn används parvis för att driva fartygen i Kirov och Kapusta-klasserna. Reaktorn var också avsedd att användas av hangarfartygen i Uljanovsk-klassen, med fyra reaktorer i varje fartyg.